# إيتابيكورو ميريم
إيتابيكورو ميريم هي بلدية في البرازيل، تتبع مارانهاو، بلغ عدد سكانها 62٬110  نسمة، في 2010، تبلغ مساحتها 1٬471٫438 كيلومتر مربع.